# Downicary
Downicary – wieś w Anglii, w Devon. Leży 37,4 km od miasta Plymouth, 55 km od miasta Exeter i 309,4 km od Londynu. Downicary jest wspomniana w Domesday Book (1086) jako Kari.